# Ефикасност
Ефикасност генерално описује у којој мери су ресурси, нпр. време, напор или трошак, добро коришћени за намењени задатка или сврху. 
Често се користи да би указао на способности одређење радње (активности) да произведе одређени исход ефикасно - са минималном количином отпада и најмањим трошком.
Ефикасност је мерљива концепт, квантитативно одређује однос излаза у односу на улаз. 
У односу на Ефикасност, "Ефективност", је релативно нејасан, не квантитативни појам, углавном се бави постизањем циљева.
О одређеним случајевима, ефикасност се може приказати процентуално, у односу на идеални случај у којем је ефикасност 100%.